# Pleurotomella frielei
Pleurotomella frielei är en snäckart som beskrevs av Addison Emery Verrill 1885. Pleurotomella frielei ingår i släktet Pleurotomella och familjen kägelsnäckor. Inga underarter finns listade i Catalogue of Life.